# Дафина (Вибо Валенција)
Дафина је насеље у Италији у округу Вибо Валенција, региону Калабрија.
Према процени из 2011. у насељу је живело 211 становника. Насеље се налази на надморској висини од 308 м.